# Лилия длинноцветковая
Лилия длинноцветковая (лат. Lilium longiflorum) — многолетнее луковичное растение; вид рода Лилия. Эндемик островов Рюкю и Тайваня; широко представлена в садовой культуре разных стран, где зачастую известна как «пасхальная лилия».

## Название
Научный видовой эпитет — longiflorum — означает «длинноцветковый». Местное японское название — テッポウユリ (teppo-yuri) — буквально означает «ружейная лилия» и дано по форме цветков, напоминающих раструб мушкетона. В европейских странах и США известна как «пасхальная лилия» (англ. Easter lily, фр. Lys de Pâques, нем. Oster-Lilie).

## Ботаническое описание

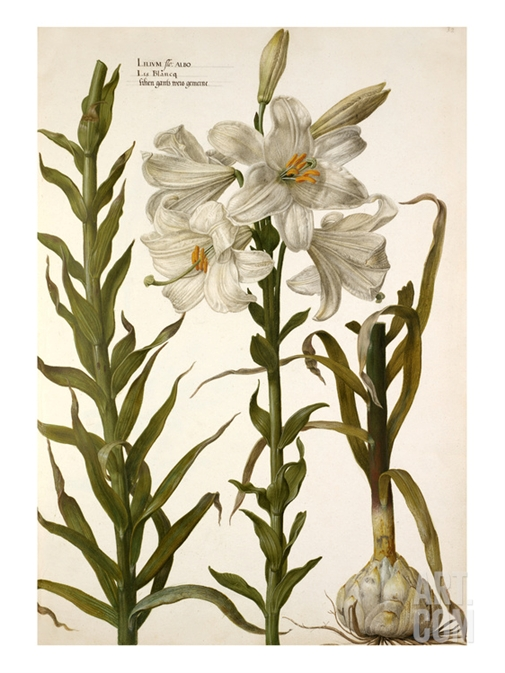

Растение от 40—50 до 100—120 см высотой.
Луковица плотная, шаровидная, часто сплюснутая, до 6 см в диаметре, чешуи желтовато-кремовые. Помимо основных подлуковичных корней имеются добавочные, отходящие от подземной части стебля и ежегодно отмирающие вместе с ним.
Стебель зелёный или буроватый.
Листья ланцетные, сидячие, очерёдные, с 3-5 жилками, 10—15 (до 20) см длиной и около 1,5 см шириной, светло-зелёные.
Цветки белые, иногда зеленоватые, воронкообразные, до 19 см длиной, горизонтальные или слегка наклонённые, ароматные; в количестве от одного до трёх. Листочки околоцветника в верхней части отогнуты наружу; в нижней плотно сцеплены, образуя узкую трубку. Пыльники фиолетовые или жёлтые. Цветение в июне-августе.
Плод — удлинённая цилиндрическая коробочка.

## Распространение
Вид является эндемиком Японии (островов Рюкю) и восточной части Тайваня; в других регионах в диком состоянии не встречается. Тип описан из Японии.
Произрастает в отложениях почвы на известковых скалах близ морского побережья, при среднегодовой температуре 21°.
В качестве декоративного растения культивируется во многих странах.

## Значение

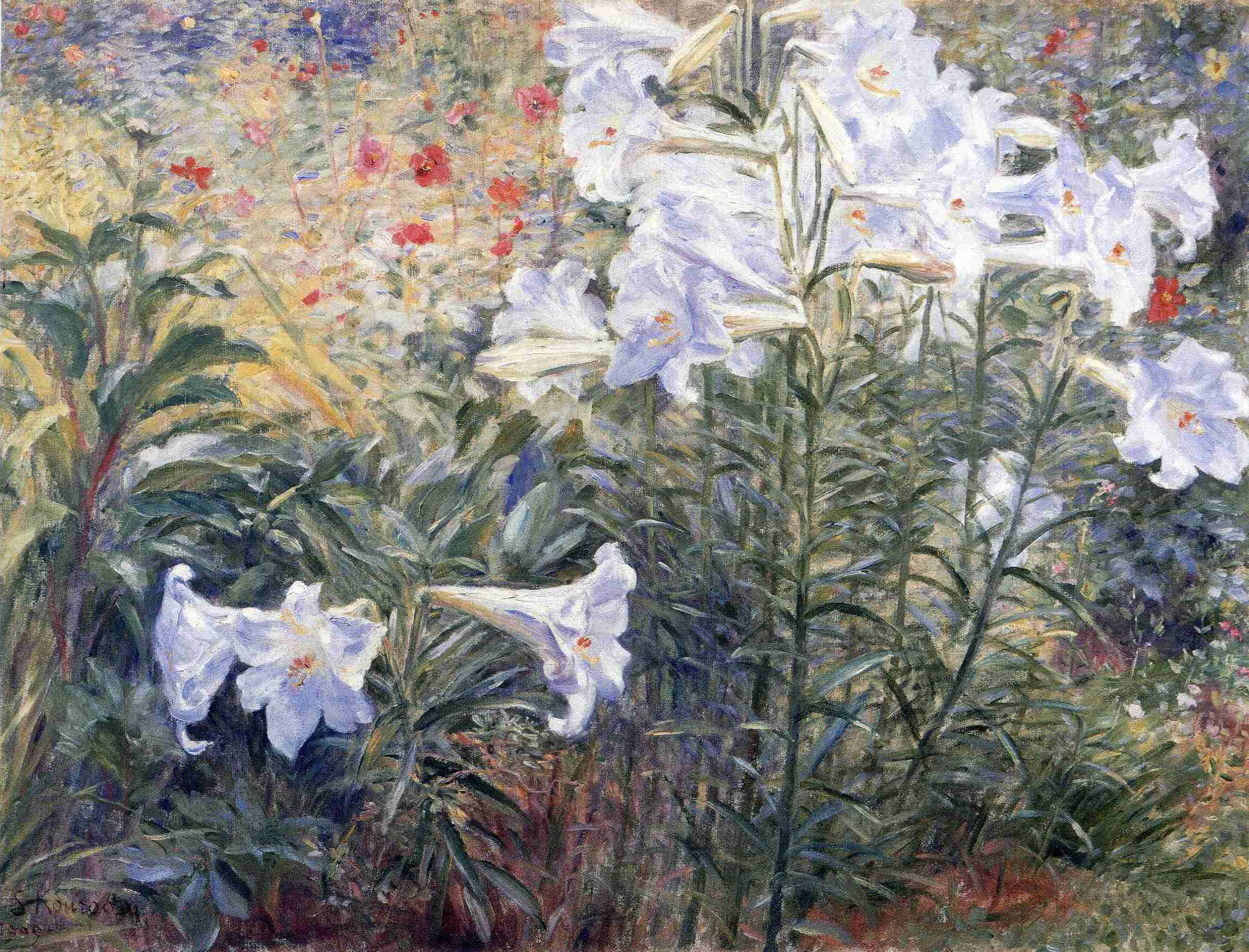
Курода Сэйки. Лилии. 1909

В Японии считается лекарственным растением: из листьев изготавливалось средство от змеиных укусов. В традиционной медицине применялась также как противовоспалительное, тонизирующее и кровоостанавливающее средство, однако современными исследованиями эти свойства не подтвердились. На протяжении тысячелетий японцы использовали лилии в религиозных церемониях.
В 1819 году луковицы лилии длинноцветковой были впервые завезены в Англию. Вид быстро завоевал популярность как садовое растение, и к концу XIX — началу XX века в Европу и США импортировались миллионы луковиц. Лилия длинноцветковая стала главным «пасхальным цветком»: белая лилия издавна считалась символом Воскресения, и с помощью выгонки именно этот вид в наибольших количествах выращивался к Пасхе (поэтому во многих странах он известен как пасхальная лилия). В США лилия длинноцветковая — одна из самых продаваемых горшечных культур; так, в 2014 году количество проданных горшков составило 5,8 млн.
Лилия длинноцветковая выращивается также как садовое растение; является медоносом. Пригодна для срезки, долго стоит в воде. Имеет длинные прочные цветоносы, что является преимуществом как при грунтовых посадках, так и в цветочных композициях. Существует ряд высокодекоративных разновидностей: L. longiflorum var. albo-marginatum (листья имеют белые края), L. longiflorum var. eximum (отличается более узкой трубкой околоцветника) и др. Селекционерами выведены также гибриды лилии длинноцветковой и лилии формозской — так называемые длинноцветковые гибриды с ароматными цветками длиной до 25 см.
Как и другие виды лилий, токсична для кошек; отравление может привести к летальному исходу.

## Выращивание

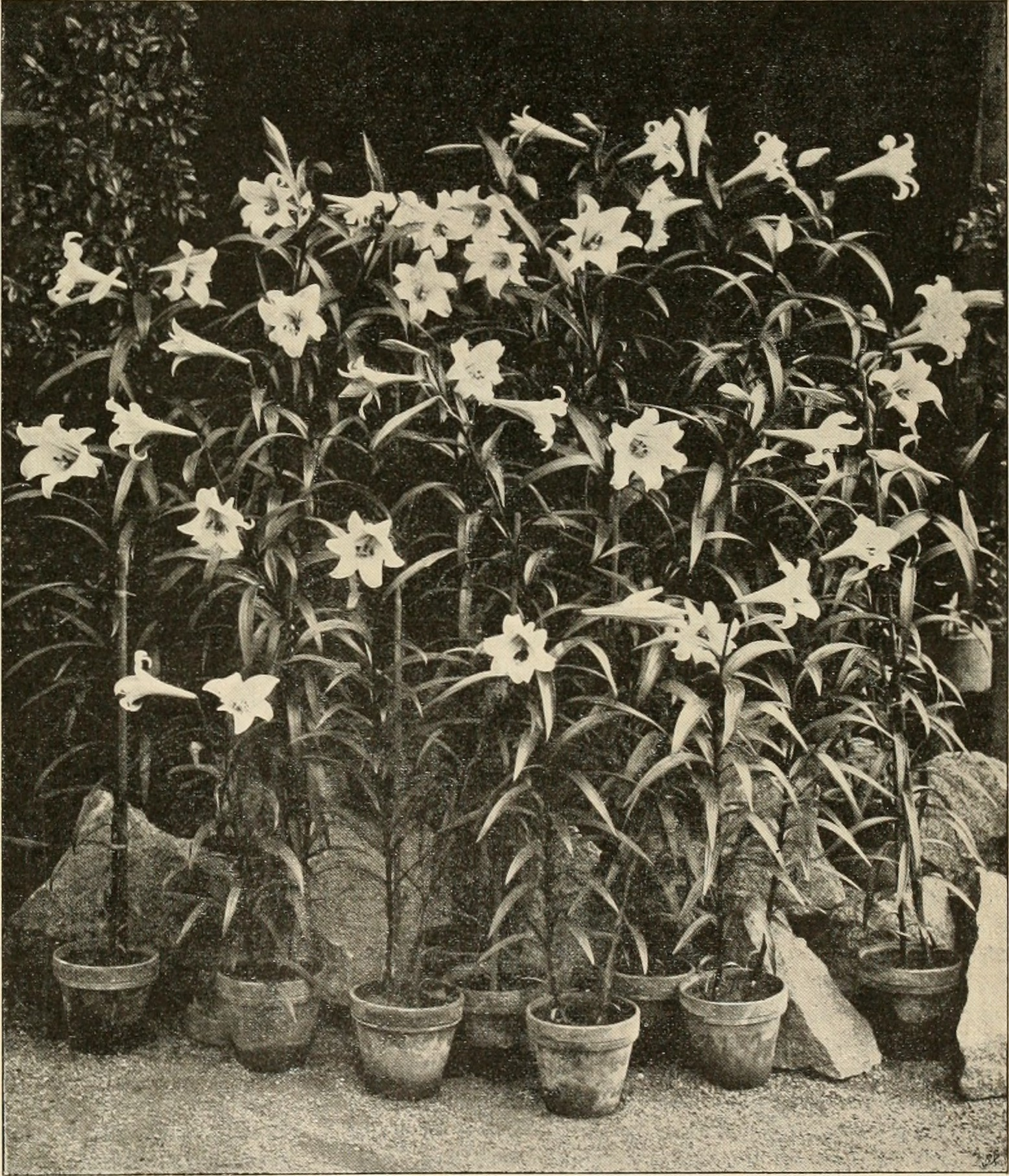
Выращивание в горшках (1899)

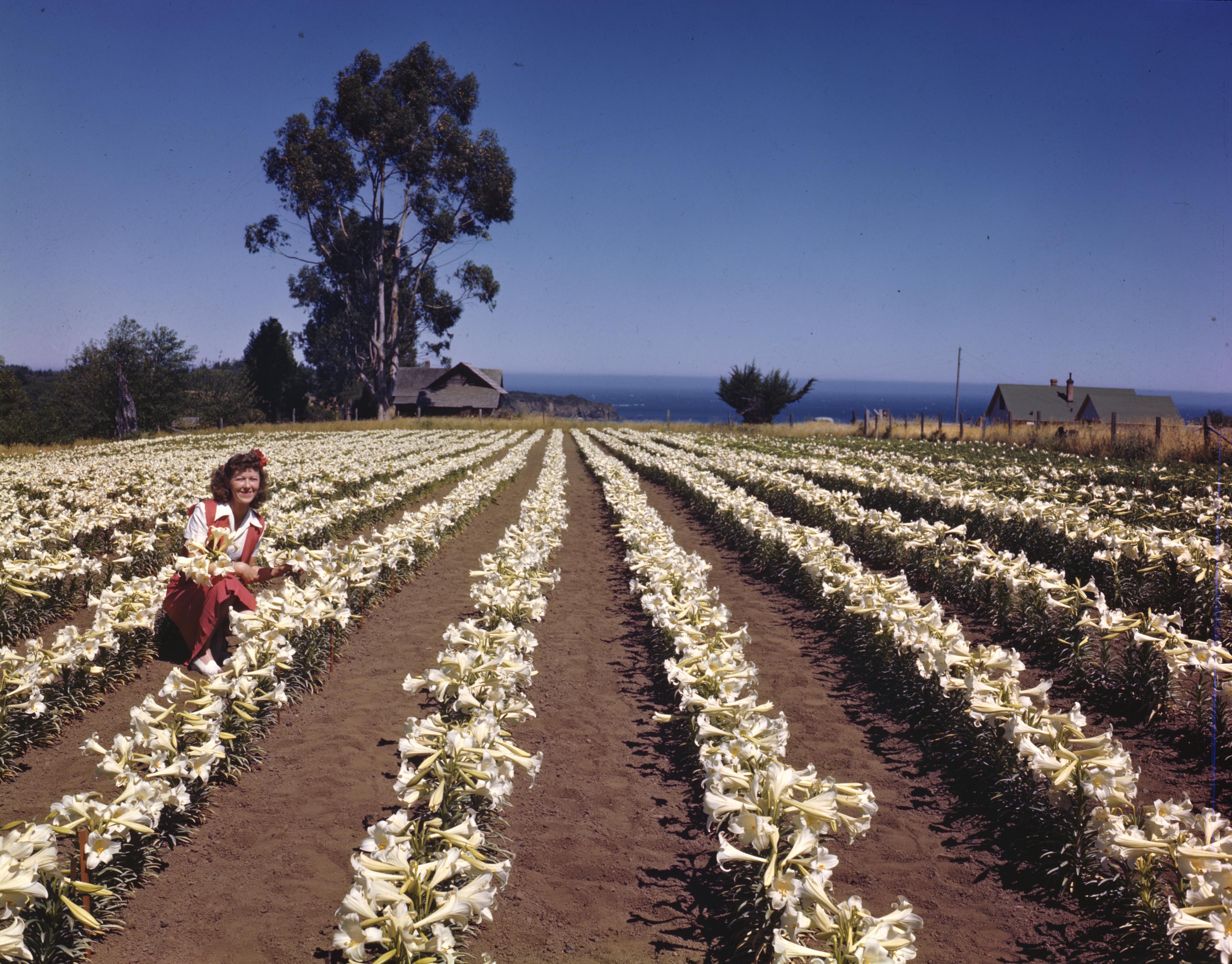
Лилии длинноцветковые в Орегоне (ок. 1947)

Для выращивания предпочтительна глинистая, смешанная с песком земля с добавлением извести. Оптимальная глубина посадки луковиц — 15-20 см. Незимостойка, нуждается в укрытии.
Может размножаться семенами; зацветает в год посева. Возможно также размножение бульбочками, образующимися в пазухах стеблевых листьев, детками, которые формируются на подземной части стебля, и листьями.
Вид можно выращивать и как комнатное растение. Наиболее эффектны группы лилий, высаженные в один горшок; рекомендуется сажать по 3-6 луковиц. Требуется освещённое место вдали от прямых солнечных лучей; грунт необходимо поддерживать увлажнённым.

## Классификация

### Таксономия
Вид Лилия длинноцветковая входит в род Лилия (Lilium) семейства Лилейные (Liliaceae) порядка Лилиецветные (Liliales).
|  |                                      |  |                                                               |                                                               |                    |  | ещё 9 семейств (согласно Системе APG III) | ещё 9 семейств (согласно Системе APG III) |                           |  |  |  | ещё более 110 видов |
|  |                                      |  |                                                               |                                                               |                    |  | ещё 9 семейств (согласно Системе APG III) | ещё 9 семейств (согласно Системе APG III) |                           |  |  |  | ещё более 110 видов |
|  |                                      |  |                                                               | порядок Лилиецветные                                          |                    |  |                                           |                                           | род Лилия                 |  |  |  |                     |
|  |                                      |  |                                                               | порядок Лилиецветные                                          |                    |  |                                           |                                           | род Лилия                 |  |  |  |                     |
|  | отдел Цветковые, или Покрытосеменные |  |                                                               |                                                               | семейство Лилейные |  |                                           |                                           | вид Лилия длинноцветковая |  |  |  |                     |
|  | отдел Цветковые, или Покрытосеменные |  |                                                               |                                                               | семейство Лилейные |  |                                           |                                           |                           |  |  |  |                     |
|  |                                      |  | ещё 58 порядков цветковых растений (согласно Системе APG III) | ещё 58 порядков цветковых растений (согласно Системе APG III) |                    |  |                                           | ещё 16 родов                              | ещё 16 родов              |  |  |  |                     |
|  |                                      |  |                                                               | ещё 58 порядков цветковых растений (согласно Системе APG III) |                    |  |                                           |                                           | ещё 16 родов              |  |  |  |                     |

### Синонимы
- Lilium eximium Court. ex Spae

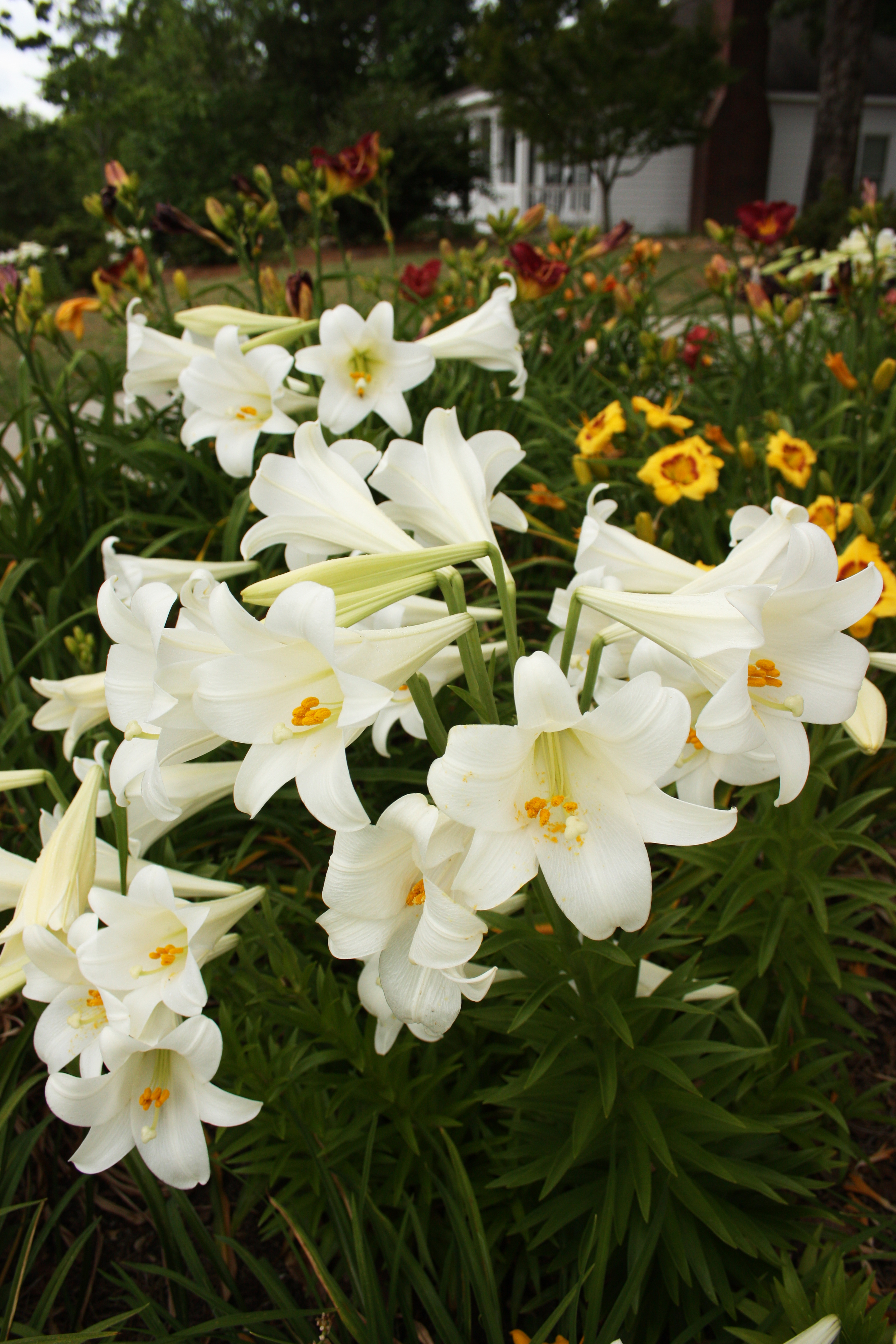
Лилия длинноцветковая в саду

- Lilium japonicum var. insulare (Mallett) Makino & Nemoto
- Lilium liukiu  Siebold
- Lilium longiflorum f. vittatum E.H.Wilson
- Lilium longiflorum var. albomarginatum T.Moore
- Lilium longiflorum var. eximium Baker
- Lilium longiflorum var. giganteum auct.
- Lilium longiflorum var. harrisii (Carrière) H.P.
- Lilium longiflorum var. insulare Mallett
- Lilium longiflorum var. nobile E.H.Wilson
- Lilium longiflorum var. suaveolens auct.
- Lilium longiflorum var. takeshima Duch.
- Lilium longiflorum var. vittatum (E.H.Wilson) Woodcock & Stearn
- Lilium longiflorum var. wilsonii T.Moore
- Lilium takesima hort. ex Baker[29]